# Trachylejeunea decurviloba
Trachylejeunea decurviloba là một loài Rêu trong họ Lejeuneaceae. Loài này được (Stephani) X.-L. He & Grolle mô tả khoa học đầu tiên năm 2003.